# USS Omaha (LCS-12)
El USS Omaha (LCS-12) es el 6.º buque de combate litoral de la clase Independence de la US Navy.

## Construcción
Construido por el astillero Austal USA en Mobile (Alabama), siendo puesta su quilla en febrero de 2015. Fue botado el casco en noviembre del mismo año; y fue asignado en 2018 (el 3 de febrero).
El USS Omaha fue asignado en la base naval de San Diego.